# Улица Академика Туполева (Тверь)
Улица Акаде́мика Ту́полева — улица в Заволжском районе Твери. Главная улица исторической части города Затверечье.

## География
Улица Академика Туполева начинается от Комсомольского проспекта и является продолжением улицы Горького. Продолжается с запада на восток, пересекая Тверцу и большинство улиц Затверечья: Тверецкую набережную, улицу Новая Заря, Пленкина, 1-ю Александра Невского, 2-ю Александра Невского, Затверецкий бульвар, 2-ю Новозаводскую улицу, Добролюбова, Белинского, Маяковского, Котовского, 2-ю Силикатную улицу, 1-ю Силикатную улицу. Упирается в Сахаровское шоссе.
Общая протяжённость улицы Академика Туполева составляет 3,2 км.

## История
Улица Академика Туполева была проведена в 1931 году после только что построенного моста через Тверцу. 1-й квартал прошёл по северной стороне Пожарной площади, а далее до Затверецкого бульвара для прокладки этой улицы были снесены построенные ранее дома пересекаемых улиц.
Изначально домов по этой улице не числилось, но сразу был проложен трамвайный путь до Пожарной площади. Носила название Савватьевская улица.
В начале 1950-х годов ближайший к силикатному заводу участок нечётной стороны застраивался одно- и двухэтажными жилыми кирпичными домами. Среди них были построены дом культуры этого завода и продовольственный магазин (д. № 111, б. 5а). Также в 1950-е годы участок нечётной стороны от Затверецкого бульвара до улицы Добролюбова был застроен частным сектором и одноэтажными жилыми домами.
В конце 1950-х годов были построены двухэтажный кирпичный жилой д. № 112/24 и детский сад № 20.
В 1973 году Савватьевская улица была переименована в честь Андрея Туполева (авиаконструктор, уроженец Тверской губернии).
В начале 1980-х годов были построены жилые дома № 116 к. 1, 116 к. 2.
В середине 2000-х годов был построен частный дом № 51.